# Barney Reisz

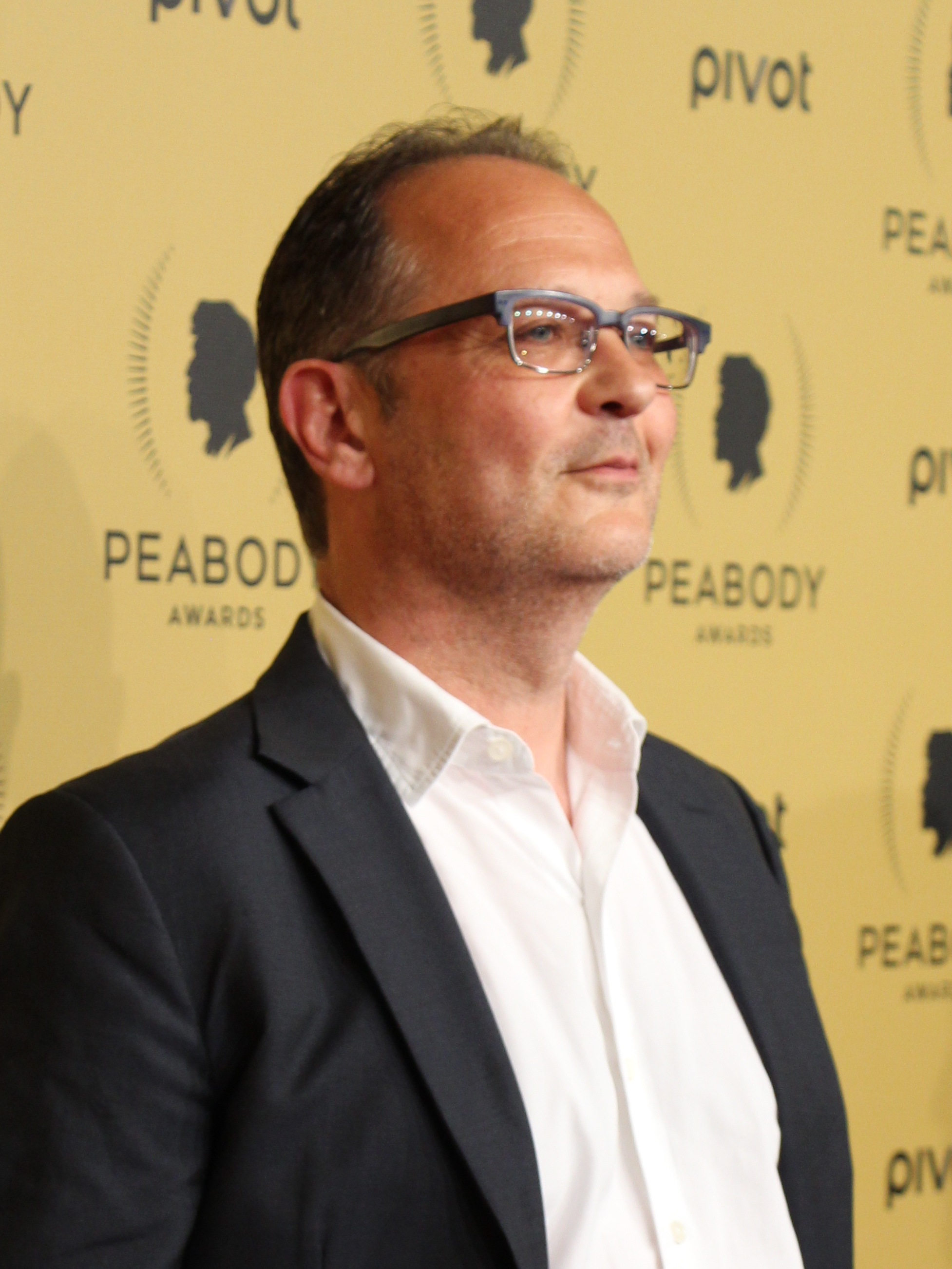
Barney Reisz

Barney Reisz (* 1960 in London, Vereinigtes Königreich) ist ein britischer Fernseh- und Filmproduzent.

## Leben und Wirken
Reisz stieß über seinen Vater, den berühmten tschechischstämmigen, britischen Regisseur Karel Reisz, zur Filmbranche, als der dem erst achtjährigen Jungen in Douglas Hickox’ kaum halbstündigen Kurzfilm Les bicyclettes de Belsize einen kurzen Auftritt verschaffte. Als jungen Erwachsenen holte Karel seinen Sohn an seine Seite und überantwortete ihm 1985 den Job eines Location Managers bei Karels eigener Inszenierung Sweet Dreams und ermöglichte somit Barneys professionellen Einstieg in das Filmgeschäft. Barney Reisz erlernte in den Folgejahren sein Handwerk auf klassische Weise, in dem er alle Stationen bei der Filmherstellung, vom Aufnahmeleiter und Produktionsleiter bis zum Produzenten, durchlief. Bei dem schmal budgetierten Film The Woodlanders konnte Barney Reisz 1996 erstmals als alleinverantwortlicher Produzent arbeiten. In der Folgezeit stellte er Kino- wie Fernsehproduktionen her, Spielfilme und Serien ebenso wie Dokumentationen.
Für eine dieser Arbeiten, den Kurzfilm It’s Good to Talk, erhielt Reisz 1998 eine Oscar-Nominierung in der Sparte Bester Kurzfilm. Auch zahlreiche seiner anderen Produktionen wurden mit Nominierungen und Auszeichnungen bedacht: Sein Fernsehzweiteiler Elizabeth I (2005) konnte 2006 einen Primetime Emmy und einen Peabody Award einheimsen, einen International Emmy Award gab es sechs Jahre später für Black Mirror, ebenfalls eine (2011) für das Fernsehen hergestellte Produktion. 2012 konnte Barney Reisz für dieselbe Serie auch die Goldene Rose in Empfang nehmen. Auf dem Monte Carlo TV-Festival wurde bereits 2009 seine im Vorjahr herausgebrachte Produktion The Shooting of Thomas Hurndall mit der Goldenen Nymphe belohnt. Eine Fülle von Nominierungen für Reisz-Produktionen gab es überdies im Rahmen der Verleihungen der British Academy Film Awards, der Broadcast Awards, der PGA Awards und von der Royal Television Society Großbritanniens.

## Filmografie
Als Produktionsleiter oder Produzent:
- 1991: Blue Ice
- 1992: Vom Haß getrieben (Riders)
- 1994: Tödliche Gedanken (Murder in Mind)
- 1996: The Woodlanders
- 1997: It’s Good to Talk
- 1998: The Loss of Sexuel Innocence
- 1999: Miss Julie
- 2000: Shockers: Parent’s Night
- 2001: Ken and Rosa
- 2001: Cyclops
- 2002: Dead Gorgeous
- 2004: Family Business (Serie)
- 2005: Elizabeth I (Zweiteiler)
- 2006: Carry on Ken
- 2007: The Time of Your Life (Serie)
- 2008: The Shooting of Thomas Hurndall
- 2009: Glorious 39
- 2011–14: Black Mirror (Serie)
- 2015: The Rat Pack
- 2018: Troja – Untergang einer Stadt (Troy: Fall of a City)
- 2019: Temple